# 可除群
数学、とくに群論の分野において、可除群 (divisible group) はアーベル群であって全ての元がある意味で正の整数によって割ることのできるもの、より正確には、すべての元が各正整数 n に対して n 倍元であるものである。可除群はとくに移入アーベル群であることを理由にアーベル群の構造の理解において重要である。

## 定義
アーベル群 (G, +) が可除 (divisible) であるとは、すべての正の整数 n とすべての g ∈ G に対して、ある y ∈ G が存在して、ny = g となることをいう。これは任意の正の整数 n に対して nG = G といっても同じである。なぜならば、すべての n と g に対しての y の存在から nG ⊇ G が言え、逆の nG ⊆ G は任意の群に対して正しいからである。また別の同値条件として、アーベル群 G が可除であることと G がアーベル群の圏における入射対象であることは同値である。この理由のため、可除群は入射群と呼ばれることがある。
アーベル群が素数 p に対して p-可除 (p-divisible) とは、すべての正の整数 n とすべての g ∈ G に対してある y ∈ G が存在して pny = g となることをいう。あるいは同じことだが、アーベル群が p-可除であることと pG = G であることは同値である。

## 例
- 有理数全体 {\displaystyle \mathbb {Q} } は加法のもと可除群をなす。
- より一般に、{\displaystyle \mathbb {Q} } 上の任意のベクトル空間を加法群と見たものは可除である。
- 可除群のすべての商群は可除である。したがって、{\displaystyle \mathbb {Q} /\mathbb {Z} } は可除である。
- {\displaystyle \mathbb {Q} /\mathbb {Z} } の p-準素成分（英語版） {\displaystyle \mathbb {Z} [1/p]/\mathbb {Z} }、これは p-準巡回群 {\displaystyle \mathbb {Z} [p^{\infty }]} と同型であるが、可除である。
- 複素数体の乗法群 {\displaystyle \mathbb {C} ^{*}} は可除である。
- （モデル理論の意味で）存在閉（英語版）なすべての群は可除である。

## 性質
- 可除群がアーベル群の部分群であれば直和因子（英語版）である[2]。
- 任意のアーベル群は可除群に埋め込むことができる[3]。
- 非自明な可除群は有限生成でない。
- さらに、すべてのアーベル群は可除群に一意的に本質部分群（英語版）として埋め込むことができる[4]。
- アーベル群が可除であることと全ての素数 p に対して p-可除であることは同値である。
- A を環とする。T が可除群であれば、{\displaystyle \mathrm {Hom} _{\mathbf {Z} }(A,T)} は A 加群の圏において単射的である[5]。

## 可除群の構造定理
G を可除群とすると、G の捩れ部分群 Tor(G) は可除である。可除群は入射加群であるから、Tor(G) は G の直和因子である。したがって
{\displaystyle G=\operatorname {Tor} (G)\oplus G/\operatorname {Tor} (G)}
である。可除群の商であるから、G/Tor(G) は可除である。さらに、トーションがない。したがって、これは Q 上のベクトル空間であり、ある集合 I が存在して
{\displaystyle G/\operatorname {Tor} (G)=\textstyle \bigoplus _{i\in I}\mathbb {Q} =\mathbb {Q} ^{(I)}}
となる。捩れ部分群の構造は決定するのが難しいが、すべての素数 p に対してある {\displaystyle I_{p}} が存在して
{\displaystyle (\operatorname {Tor} (G))_{p}=\textstyle \bigoplus _{i\in I_{p}}\mathbb {Z} [p^{\infty }]=\mathbb {Z} [p^{\infty }]^{(I_{p})}}
となることを示すことができる。ここで {\displaystyle (\operatorname {Tor} (G))_{p}} は Tor(G) の p-準素成分である。
したがって、P を素数全体の集合とすれば、
{\displaystyle G=\left(\bigoplus _{p\in \mathbf {P} }\mathbb {Z} [p^{\infty }]^{(I_{p})}\right)\oplus \mathbb {Q} ^{(I)}.}
集合 I および p∈P に対して Ip の濃度は群 G によって一意的に決まる。

## 移入包絡
上に述べたように、任意のアーベル群 A は可除群 D に本質的部分群として一意的に埋め込むことができる。この可除群 D は A の最小の入射拡大 (injective envelope) であり、この概念はアーベル群の圏（Z-加群の圏）における移入包絡である。

## 被約アーベル群
アーベル群が被約 (reduced) とは、その可除部分群が {0} のみであることをいう。すべてのアーベル群は1つの可除部分群と1つの被約部分群の直和である。実は、任意の群には一意的な最大の可除部分群が存在して、この可除群は直和因子である。これは整数環 Z のような遺伝環の特別な性質である：環がネーター的だから移入加群の直和は移入であり、環が遺伝的だから移入加群の商加群は移入的であり、したがって移入加群で生成される任意の部分加群は移入的である。逆は (Matlis 1958) の結果である：任意の加群が一意的な極大移入部分加群を持てば、環は遺伝的である。
可算被約周期的アーベル群の完全な分類はUlmの定理によって与えられる。

## 一般化
可除群を可除加群に一般化するいくつかの異なる定義。以下の定義は環 R 上の可除加群 M を定義するために文献で使われている：
1. すべての 0 ≠ r ∈ R に対して rM = M [8]。（r が零因子でないことを要求することもあるし、R が整域であることを要求することもある[9][10]。）
2. すべての主左イデアル Ra に対し、Ra から M への任意の準同型は R から M への準同型に拡張する[11][12]。（このタイプの可除加群は principally injective module とも呼ばれる。）
3. R のすべての有限生成左イデアル L に対して、L から M への任意の準同型は R から M への準同型に拡張する[13]。

後ろ2つの条件は移入加群に対する Baer の判定法の「制限バージョン」である。移入左加群はすべての左イデアルからの準同型が R からの準同型へと拡張するから、移入加群は明らかに 2 と 3 の意味で可除である。
R がさらに整域であれば、3つの条件はすべて一致する。R が主左イデアル整域であれば、可除加群は移入加群と一致する。したがって、主イデアル整域である整数環 Z の場合には、Z 加群（これはちょうどアーベル群）が可除であることと移入的であることは同値である。
R が可換整域であれば、移入 R 加群が可除 R 加群と一致することと R がデデキント整域であることは同値である。